# Karlsplatz (Stachus)
Stachus je velik trg v središču Münchna, v Nemčiji. Trg je bil uradno poimenovan Karlsplatz leta 1797 po nepopularnem volilnem knezu Bavarske Karlu Teodorju. Münchenski domačini redko uporabljajo to ime, ampak imenujejo trg Stachus, po gostilni Beim Stachus, ki je bila nekoč v lasti Eustachiusa Föderla, in je bila tam do začetka gradbenih del za Karlsplatz.

## Zgodovina

### Predzgodovina
Karlsplatz je na mestu, kjer je bila v srednjem veku solna cesta, ki jo je pripeljal Henrik Lev iz Föhringa so Münchna in mestu omogočil obstoj in blaginjo. Pri gradnji drugega mestnega obzidja v drugi polovici 13. stoletja so tu zgradili mestna vrata, ki so bila prvič omenjena v dokumentih leta 1302 in jih po naslednjem mestu, kamor je cesta vodila, poimenovali Neuhauser Tor . V 15. stoletju so ta vrata okrepili, dobila so še ena vrata z dvema stranskima stolpoma, ki sta še ohranjena in tvorita zaključek trga na vzhodu. Tudi v 15. stoletju je bil pred vrati postavljen vorwerk, še en utrjen sistem v obliki rondela, katerega temelji so bili ponovno odkriti ob širitvi kleti in podzemne železnice . V 17. stoletju je bila okrog Münchna zgrajena zidana utrdba, na današnjem Karlsplatzu pa je bil namesto rondela zgrajen bastijon obzidja.

### Zgodovina trga
18. marca 1791 je volilni knez Karl Teodor naročil, da bastijon pred Neuhauser Tor porušijo in preuredijo dostop do vrat. Avgusta se je začelo ustrezno delo. 

#### Poimenovanje
Na vogalu Sonnenstraße / Bayerstraße, kjer danes stoji Kaufhof, je bila v 18. stoletju hiša, ki je bila od leta 1710 v lasti družine Föderl, in je služila tam kot pivski vrt. Od leta 1728 je Mathias Eustachius Föderl, imenovan "Eustachi", registriran kot najemodajalec. Za njim je gostilna dobila ime "Stachus", ki je še vedno priča Stachus-Wirt in Stachus-Garten, potem ko je posest prevzela druga družina. Iz gostilne se je nato ime "Stachus" preneslo na celotno območje. Vendar pa Eustach Föderl očitno ni bil več znan v 19. stoletju, zato so iskali druga pojasnila za ime. Tako je Felix Joseph Lipowski leta 1815 v svojih primarnih zgodbah o Münchnu ime Stachusgarten našel v "Herren Stachelschüssen" za srednjeveško strelišče za strelce puščic pred Neuhauser Torom. 
Po ureditvi trga leta 1791 je bil kraj uradno poimenovan po vratih, ki so bila tam - "Neuhauser Tor-Platz", podobno današnjima Isartorplatz in Sendlinger-Tor-Platz. Po preimenovanju Neuhauser Tor v juliju 1792 v čast bavarskemu volilnemu knezu Karlu Teodorju v Karlstor je trg najprej ohranil svoje staro ime, šele februarja 1793 se je preimenoval v Karls-Thor-Platz. 27. aprila 1797 je Karl Teodor odobril preimenovanje trga v Karlsplatz . Da je bil palatinatski volilni knez izjemno nepriljubljen med ljudmi v Münchnu, je morda eden od razlogov, da je staro ime "Stachus" ostalo v uporabi, da se v Münchnu celo del elektronske objave S-Bahna in podzemne železnice imenuje "Stachus".

## Opis
Stachus je bil zelo prometen, dokler ni bil njegov vzhodni del z Neuhauser Strasse, ki se začne pri Karlstor in se konča pri Färbergraben (nadaljevanje ceste za Marienplatz, imenovana Kaufingerstraße), spremenjen v cono za pešce. To dokazuje münchenski idiom »Tako se počuti kot pri Stachusu«. Cona za pešce je bila urejena pred XX. Olimpijskimi igrami v Münchnu.
Trg meji na Rondellbauten, zgrajen v letih od 1796 do 1802. Od leta 1899 do 1902 jih je povečal in obnovil Gabriel von Seidl. Pri tem so bile porušene nekatere notranje konstrukcije, ki so ležale pred stranskimi stolpi Karlstor, tako da so bila vrata prosto vidna s trga.
Hotel Königshof je v neposredni smeri pogleda na Sonnenstraße nasproti Karlstor. Severozahodna stran trga je bila sprva omejena s starim botaničnim vrtom. Na tej točki je bila leta 1891 zgrajena Sodna palača (Justizpalast). Na jugozahodni strani, kjer je nekoč bil vrt Stachus, stoji Kaufhof, ki ga je zasnoval arhitekt Theo Pabst.
Vodnjak je bil postavljen leta 1970 kot del gradnje Münchna S-Bahn; V tem času je nakupovalni center pod trgom - Stachusbauwerk, tedaj največja podzemna gradnja v Evropi  in postaja podzemne železnice Karlsplatz (Stachus). Oblikovanje vodnjaka je delo Bernharda Winklerja (1972). Ponoči je osvetljen z 28 lučmi.
Leta 1970 so se odprle podzemne zgradbe, dejanska Stachusbauwerk. Štiri kletne etaže obsegajo okoli 500.000 kubičnih metrov pokrite površine nad 25.000 m². Projekt je načrtoval inženirski urad Obermeyer, danes OBERMEYER Planen + Beraten GmbH. Posebnost je bila konstrukcija stropa, ki je bila od "od zgoraj navzdol".
Leta 2005 je mesto Stachusbauwerk (razen železniških objektov) mesto München prodalo podjetju Stadtwerke München. Slednji je našel investitorja LBBW, ki je želel do leta 2009 obnoviti te objekte za skupno 30 milijonov evrov.
Od februarja 2007 je nakupovalno središče upravljalo podjetje LBBW Immobilien GmbH pod imenom "Stachus Passagen". To je istega leta vodilo arhitekturni natečaj za modernizacijo in preobrazbo, na katerem je zmagala münchenska arhitekturna družba Allmann Sattler Wappner . V začetku poletja 2011 so bila zaključena gradbena dela. 
Za gradnjo Stachusa je mestna uprava izdala statut Stachusbauwerk že leta 1971, po katerem (na primer) ne sme biti kajenja, prosjačenja, glasbe ali sedenja.
Podružnica McDonald's v južni Rondellbau je ena najmočnejših na svetu. V prvi polovici leta 2006 je bila to največja prodaja od vseh podružnic .
Od leta 2018 je na stropu Stachuspassagen Sky of Fame z münchenskimi osebnostmi. 

## Slike
- Pogled na vodnjak in Karlstor
- Sodna palača na zahodu trga
- Južna polovica Karlsplatzrondells
- Kaufhof
- Karlstor
- Trg ponoči